# Ximena Restrepo
Ximena Restrepo Gaviria, kolumbijska atletinja, * 10. marec 1969. Medellín, Kolumbija.
Nastopih je na poletnih olimpijskih igrah v letih 1988, 1992, 1996 in 2000, leta 1992 je osvojila bronasto medaljo v teku na 400 m. Na panameriških igrah je leta 1991 osvojila srebrni medalji v teku na 200 m in 400 m, na južnoameriških igrah leta 1994 pa je zmagala v teku na 400 m in 400 m z ovirami.